# روان (ایوان)
روان (ایوان)، روستایی از توابع بخش زرنه شهرستان ایوان در استان ایلام ایران است.

## جمعیت
این روستا ، در دهستان زرنه قرار دارد و براساس سرشماری مرکز آمار ایران در سال ۱۳۸۵، جمعیت آن زیر سه خانوار بوده‌است. در این روستا خانوارهایی با گویش کلهری زندگی می کنند که شغل اصلی آنها دامپروری و کشارزی می باشد. گندم، جو، نخود، گرمک و سایر محصولات کشاورزی بنابر فصول مختلف در آن قابل رشد است. رودخانه گنگیر از کنار این روستا می گذرد.در حال حاضر با توجه به اینکه برق روستایی در این روستا برقرار است و تا حدودی آب سالم توسط اداره عشایری به آن منتقل می شود باعث برگشت بعضی از ساکنین قدیمی و استفاده از فرصت دامپروری و کشاورزی شده است. 
سالیان نه چندان دور جمعیت بالایی داشت ولی با وجود خشکسالی ها و عدم دسترسی به منابع رفاهی و نبود مدرسه برای دانش آموزان در مقطع راهنمایی و دبیرستان سبب مهاجرت بسیاری از ساکنان آن به شهر ایوان شد.